# Bartosz Karwan
Bartosz Karwan, né le 13 janvier 1976 à Tychy, est un joueur de football polonais, qui évolue comme milieu de terrain. Hormis une saison à Anderlecht et deux au Hertha Berlin durant lesquelles il joue peu, il passe l'intégralité de sa carrière dans son pays natal. Ancien international, il est sans club depuis juin 2011, son contrat n'ayant pas été prolongé par son dernier employeur, le GKS Katowice.

## Carrière
Bartosz Karwan commence sa carrière au GKS Tychy, club de sa ville natale, qu'il quitte en 1993 pour rejoindre le GKS Katowice, un club de première division. Au terme de sa première saison, il est prêté pour un an au RSC Anderlecht, club qui domine le championnat belge en ce début des années 1990. L'expérience est un échec, il ne joue aucun match pour les bruxellois, et revient à Katowice en fin de saison. Il remporte la Supercoupe de Pologne en 1995 face au Legia Varsovie, champion et vainqueur de la Coupe la saison précédente.
En 1997, Karwan rejoint le Legia Varsovie, l'historique club de la capitale polonaise, avec lequel il remporte à nouveau la Supercoupe de Pologne, dès son arrivée. Il joue cinq ans pour le club varsovien, remportant un titre de champion de Pologne, que le club n'avait plus gagné depuis sept ans. Malheureusement pour lui, il se blesse gravement en fin de saison, ce qui l'empêche de participer à la Coupe du monde.
Après le titre, il est recruté par le Hertha Berlin. Il remporte la Coupe de la Ligue allemande à peine quelques jours après son arrivée. Il ne reçoit pas souvent l'occasion de monter sur le terrain, et ne joue finalement que 21 matches en deux saisons à Berlin.
Après ce nouvel échec à l'étranger, Bartosz Karwan revient au Legia Varsovie durant l'été 2004. Après deux saisons au club, il remporte un nouveau titre de champion. Comme quatre ans plus tôt, il quitte le club après ce titre, mais cette fois il reste en Pologne et rejoint l'Arka Gdynia, un club qui n'avait assuré son maintien que grâce à la disparition d'un autre club du championnat, l'Amica Wronki. Avec Karwan, le club parvient à se sauver sportivement, mais est rétrogradé pour faits de corruption. Après une saison en I. Liga, il remonte en Ekstraklasa.
En janvier 2010, Karwan casse son contrat à l'amiable et rejoint quelques semaines plus tard le club du OKS ZET Tychy, club amateur évoluant en Klasa A, le septième niveau du football polonais. Il n'y joue aucun match, et répond à l'appel du GKS Katowice, son ancien club relégué en I. Liga, qui le recrute le 2 septembre 2010 pour un an. Le club ne parvient pas à remonter au plus haut niveau, et le contrat de Bartosz Karwan n'est pas prolongé. Il est depuis à la recherche d'un nouveau club.

### Carrière internationale
Bartosz Karwan est appelé pour la première fois en équipe nationale polonaise le 10 novembre 1998, pour disputer un match contre la Slovaquie. En 2002, il fait partie de la présélection élargie pour participer à la Coupe du monde au Japon et en Corée du Sud, mais des blessures encourues en fin de saison l'empêchent d'y prendre part. Il joue 22 matches sous le maillot polonais, inscrivant 4 buts. Sa dernière sélection date du 29 mai 2005 face à l'Albanie.

#### Matches internationaux
Les résultats sont indiqués sans tenir compte de l'ordre habituel domicile-extérieur, mais en plaçant toujours le score de la Pologne en premier.

### Palmarès
- 2 fois champion de Pologne, en 2002 et 2006 avec le Legia Varsovie.
- 2 fois vainqueur de la Supercoupe de Pologne en 1995 avec le GKS Katowice et en 1997 avec le Legia Varsovie.
- Vainqueur de la Coupe de la Ligue allemande en 2002 avec le Hertha Berlin.